# Grand River (Iowa)
Grand River – miasto w Stanach Zjednoczonych, w stanie Iowa, w hrabstwie Decatur. W 2000 liczyło 225 mieszkańców.